# Yvonne Illing
Yvonne Illing (11 de abril de 1971) es una deportista de la RDA que compitió en remo como timonel. Ganó una medalla de bronce en el Campeonato Mundial de Remo de 1990, en la prueba de ocho con timonel.

## Palmarés internacional
| Campeonato Mundial | Campeonato Mundial   | Campeonato Mundial | Campeonato Mundial |
| Año                | Lugar                | Medalla            | Prueba             |
| ------------------ | -------------------- | ------------------ | ------------------ |
| 1990               | Tasmania (Australia) | Medalla de bronce  | Ocho con timonel   |